# De Puthof

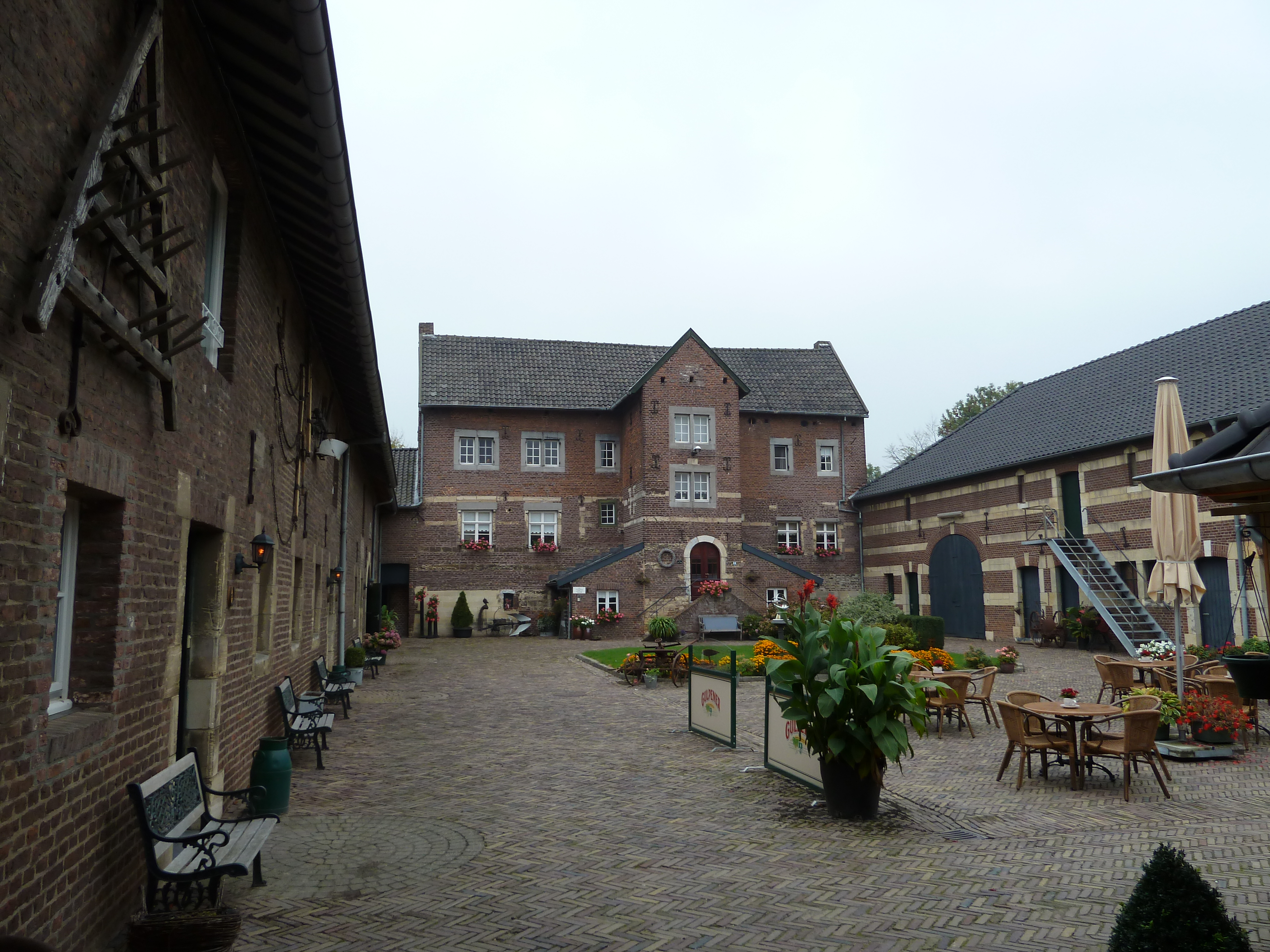
Binnenplaats met hoofdgebouw

De Puthof (ook: Bokkenheufke) is een monumentale boerderij te Reijmerstok, gelegen aan Reijmerstokkerdorpsstraat 130.

## Geschiedenis
De hoeve werd voor het eerst vermeld in 1375 en vormde de kern waarbij de nederzetting Reijmerstok zich gaandeweg ontwikkelde. Begin 17e eeuw was de hoeve in bezit van de familie Schwarzenberg, en deze heeft vermoedelijk het onderkelderde woonhuis laten bouwen. In de 18e eeuw werd het een gesloten hoeve, met langs de binnenplaats twee zijvleugels in vakwerkbouw. Deze brandden af in 1943, waarna men de zijvleugels herbouwde in baksteen en mergelsteen. In de linker zijvleugel bevindt zich een gevelsteen met jaartal 1734, en de afbeelding van een bok. Aan de straatzijde bevindt zich een poortgebouw dat gedeeltelijk 17e-eeuws is.
Het gebouw is geklasseerd als rijksmonument onder nummer 18851.